# Буххольц (Штадтхаген)
Буххольц (нем. Buchholz) — община в Германии, в земле Нижняя Саксония.
Входит в состав района Шаумбург. Подчиняется управлению Айльзен. Население составляет 756 человек (на 31 декабря 2010 года). Занимает площадь 1,76 км².
| Год  | Население |
| ---- | --------- |
| 1990 | 708       |
| 1995 | 745       |
| 2000 | 819       |
| 2005 | 783       |
| 2010 | 748       |